# Apen
Apen è un comune di 11 883 abitanti, della Bassa Sassonia, in Germania.
Appartiene al circondario (Landkreis) dell'Ammerland (targa WST).

## Amministrazione

### Gemellaggi
Apen è gemellata con:
- Gizałki, dal 1997